# Valeriy Sarychev
Valeriy Konstantinovich Sarychev - respectivamente, em russo, Валерий Константинович Сарычев (Estalinabado, 12 de janeiro de 1960) é um ex-futebolista tajique que atuava como goleiro. Naturalizado sul-coreano desde 2000, adotou o nome Shin Eui-son (em coreano, 신의손).

## Carreira

### Em clubes
Revelado pelo Pamir Duxambé, iniciou sua carreira profissional no mesmo clube, em 1978. Em seus 4 anos de clube, Sarychev jogou 93 partidas. Em 1981 foi contratado por outro CSKA, o de Moscou, pelo qual entrou em campo apenas 4 vezes. Seu melhor momento no futebol soviético foi no Torpedo, pelo qual venceu a Copa da URSS em 1985–86 e a Supertaça em 1987. O goleiro atuou em 161 partidas com a camisa dos Alvinegros.
Em 1992, assinou com o Ilhwa Chunma (atual Seongnam FC), disputando 157 jogos e vencendo a K-League 3 vezes, além de um título da Copa da Liga, um da Liga dos Campeões da AFC e a Supercopa Asiática de 1996. Após um ano parado, Sarychev ainda passou pelo Anyang LG Cheetahs (futuro FC Seoul) entre 2000 e 2004, quando se aposentou aos 44 anos de idade. A despedida oficial, no entanto, foi em 2005, e depois que parou de jogar, virou treinador de goleiros.

### Seleção
Em agosto de 1997, a seleção do Tajiquistão levaria 16 jogadores para enfrentar a Coreia do Sul, porém apenas 12 atletas viajaram devido a falta de passaportes. Por isso, a Federação de Futebol da ex-república soviética decidiu chamar Sarychev e o atacante Vitaliy Parakhnevych (nascido na Ucrânia), que assim como o goleiro, jogava na K-League (era atleta do Chonbuk Hyundai na época). Este jogo foi o único de Sarychev pela Seleção Tajique.

## Títulos

### Clube
Torpedo Moscou
- Copa da URSS: 1985–86

Cheonan Ilhwa Chunma
- K-League: 1993, 1994, 1995
- Copa da Liga: 1992
- Campeonato de Clubes da Ásia: 1995
- Campeonato Afro-Asiático de Clubes: 1996
- Supercopa Asiática: 1996

Anyang LG Cheetahs
- K-League: 2000
- Supercopa da Coreia do Sul: 2001